# Shadows (1919)
Shadows é um filme mudo do gênero drama produzido nos Estados Unidos, dirigido por Reginald Barker e lançado em 1919.